# Raja Club Athletic (volley-ball)
Pour le club omnisports, voir Raja Club Athletic (omnisports).
Pour les articles homonymes, voir RCA.
Maillots
Le Raja Club Athletic,  abrégé en Raja CA ou RCA Volley-ball (en arabe: نادي الرجاء الرياضي), est un club marocain de volley-ball fondé le 1er août 1980 et affilié à la fédération royale marocaine de volley-ball. Basée à Casablanca, la section volley-ball est l'une des nombreuses sections du Raja Club Athletic, club omnisports fondé le 20 mars 1949,,.
La section volley-ball du Raja CA a connu son âge d'or durant la fin des années 1980 et le début des années 1990, et est considérée parmi les meilleurs clubs du pays, où il représentait le Maroc en compétitions internationales. De nombreux joueurs du Raja ont joué pour l'Équipe nationale du Maroc pendant cette période avant que le club ne déclare forfait général pour des raisons financières et administratives. 
En 2014, des dirigeants ont décidé de faire revivre le club et relancer cette section une nouvelle fois. Le Raja Volley-ball continue de se développer, où ils évoluent en deuxième division, et sont en compétition pour la promotion.

## Histoire

### Apogée (1987-1997)
En 1989, Le Raja remporte pour la première fois le trophée de la Coupe du Trône.

### Forfait général
Classé dans la catégorie des sports peu populaires, comme le handball et le basket, le volley pâtit de la désaffection du public à cause du niveau consternant des compétitions et le manque de ressources financières. En 1998, plusieurs grandes équipes nationales dont le Raja Volley-ball (alors sous la dénomination Raja-ODEP) déclarent forfait et défrayent la chronique. Quand la section volley d'un club de cette envergure fait faillite, cela devient inquiétant pour les clubs les plus démunis.

### Reconstruction et renouveau (depuis 2014)
Après plusieurs années d'absence, Le Raja Volley-ball est relancé en 2014 par la direction du club et notamment Abderrahim Jallaha, ancien athlète Rajaoui qui prend les commandes de la section,.
Après avoir rétabli la section volley-ball, l'équipe a bénéficié du soutien financier et logistique de quelques supporters. En effet, dès sa première année après le retour, l'équipe du Raja a réussi à obtenir une promotion de la troisième division à la deuxième division et a atteint les huitièmes de finale de la Coupe du Trône.

## Palmarès
| Compétitions nationales | Compétitions régionales |
| --- | ----------------------- |
| - Championnat du Maroc (7) - Champion en 1988, 1989, 1990, 1991, 1993, 1994 et 1995. - Coupe du Trône (1) - Vainqueur en 1989. - Finaliste en 1996. - Supercoupe du Maroc - Vainqueur en 1989 - Championnat du Maroc D2 (1) | -                       |